# Världsmästerskapet i volleyboll för klubblag 2013 (damer)
Världsmästerskapet i volleyboll för klubblag 2013 spelades 9 till 13 oktober 2013 i Zürich, Schweiz. Det var den sjunde upplagan av turneringen, som organiseras av FIVB, och sex lag deltog. Vakıfbank SK vann turneringen för första gången genom att besegra Rio de Janeiro Vôlei Clube i finalen. Jovana Brakočević utsågs till mest värdefulla spelare.

## Deltagande lag
| Grupp   | Lag                        | Kvalificerat som                                            |
| ------- | -------------------------- | ----------------------------------------------------------- |
| Grupp A | Guangdong Evergrande       | Asian Women's Club Volleyball Championship 2013             |
| Grupp A | Kenya Prisons              | Women's African Club Championship 2013                      |
| Grupp A | Voléro Zürich              | Värdlag                                                     |
| Grupp B | Vakıfbank SK               | CEV Champions League 2012-13                                |
| Grupp B | Iowa Ice                   | Repressentant för NORCECA                                   |
| Grupp B | Rio de Janeiro Vôlei Clube | Campeonato Sudamericano de Clubes de Voleibol Femenino 2013 |

## Gruppspelsfasen

### Grupp A
Resultat
| Datum    | Mellan               | Mellan | Mellan               | Set 1 | Set 2 | Set 3 | Set 4 | Set 5 |
| -------- | -------------------- | ------ | -------------------- | ----- | ----- | ----- | ----- | ----- |
| 09-10-13 | Guangdong Evergrande | 3 - 0  | Kenya Prisons        | 25-14 | 25-11 | 25-13 |       |       |
| 10-10-13 | Voléro Zürich        | 3 - 1  | Guangdong Evergrande | 26-24 | 25-21 | 29-31 | 25-21 |       |
| 11-10-13 | Voléro Zürich        | 3 - 0  | Kenya Prisons        | 25-17 | 25-13 | 25-6  |       |       |

Sluttabell
| Pos | Lag                  | Poäng | Matcher | Matcher | Matcher   | Set   | Set       | Kvot  | Poäng | Poäng     | Kvot  |
| Pos | Lag                  | Poäng | Spelade | Vunna   | Förlorade | Vunna | Förlorade | Kvot  | Vunna | Förlorade | Kvot  |
| --- | -------------------- | ----- | ------- | ------- | --------- | ----- | --------- | ----- | ----- | --------- | ----- |
| 1   | Voléro Zürich        | 6     | 2       | 2       | 0         | 6     | 1         | 6.000 | 180   | 133       | 1.353 |
| 2   | Guangdong Evergrande | 3     | 2       | 1       | 1         | 4     | 3         | 1.333 | 172   | 143       | 1.203 |
| 3   | Kenya Prisons        | 0     | 2       | 0       | 2         | 0     | 6         | 0.000 | 74    | 150       | 0.493 |

### Grupp B
Resultat
| Datum    | Mellan                     | Mellan | Mellan       | Set 1 | Set 2 | Set 3 | Set 4 | Set 5 |
| -------- | -------------------------- | ------ | ------------ | ----- | ----- | ----- | ----- | ----- |
| 09-10-13 | Rio de Janeiro Vôlei Clube | 3 - 0  | Iowa Ice     | 25–14 | 25–16 | 25–22 |       |       |
| 10-10-13 | Vakıfbank SK               | 3 - 0  | Iowa Ice     | 25–16 | 25–12 | 25–17 |       |       |
| 11-10-13 | Rio de Janeiro Vôlei Clube | 1 - 3  | Vakıfbank SK | 20–25 | 18–25 | 25–21 | 18-25 |       |

Sluttabell
| Pos | Lag                        | Poäng | Matcher | Matcher | Matcher   | Set   | Set       | Kvot  | Poäng | Poäng     | Kvot  |
| Pos | Lag                        | Poäng | Spelade | Vunna   | Förlorade | Vunna | Förlorade | Kvot  | Vunna | Förlorade | Kvot  |
| --- | -------------------------- | ----- | ------- | ------- | --------- | ----- | --------- | ----- | ----- | --------- | ----- |
| 1   | Vakıfbank SK               | 6     | 2       | 2       | 0         | 6     | 1         | 6.000 | 171   | 126       | 1.357 |
| 2   | Rio de Janeiro Vôlei Clube | 3     | 2       | 1       | 1         | 4     | 3         | 1.333 | 156   | 148       | 1.054 |
| 3   | Iowa Ice                   | 0     | 2       | 0       | 2         | 0     | 6         | 0.000 | 97    | 150       | 0.647 |

## Slutspelsfasen
|  | Semifinaler                | Semifinaler |                            |              | Final                | Final               |  |
|  |                            |             |                            |              |                      |                     |  |
|  | Vakıfbank SK               | 3           |                            |              |                      |                     |  |
|  | Vakıfbank SK               | 3           |                            |              |                      |                     |  |
|  | Guangdong Evergrande       | 0           |                            |              |                      |                     |  |
|  | Guangdong Evergrande       | 0           |                            | Vakıfbank SK | 3                    |                     |  |
|  |                            |             |                            | Vakıfbank SK | 3                    |                     |  |
|  |                            |             | Rio de Janeiro Vôlei Clube | 0            |                      |                     |  |
|  | Voléro Zürich              | 0           | Rio de Janeiro Vôlei Clube | 0            |                      |                     |  |
|  | Voléro Zürich              | 0           |                            |              |                      |                     |  |
|  | Rio de Janeiro Vôlei Clube | 3           |                            |              | Match om tredjepris  | Match om tredjepris |  |
|  | Rio de Janeiro Vôlei Clube | 3           |                            |              |                      |                     |  |
|  |                            |             |                            |              |                      |                     |  |
|  |                            |             |                            |              | Guangdong Evergrande | 3                   |  |
|  |                            |             |                            |              | Guangdong Evergrande | 3                   |  |
|  |                            |             |                            |              | Voléro Zürich        | 1                   |  |

### Semifinaler
| Datum    | Mellan        | Mellan | Mellan                     | Set 1 | Set 2 | Set 3 | Set 4 | Set 5 |
| -------- | ------------- | ------ | -------------------------- | ----- | ----- | ----- | ----- | ----- |
| 12-10-13 | Vakıfbank SK  | 3 - 0  | Guangdong Evergrande       | 28-26 | 25-15 | 25-20 |       |       |
| 12-10-13 | Voléro Zürich | 0 - 3  | Rio de Janeiro Vôlei Clube | 23-25 | 20-25 | 16-25 |       |       |

### Final
| Datum    | Mellan               | Mellan | Mellan                     | Set 1 | Set 2 | Set 3 | Set 4 | Set 5 |
| -------- | -------------------- | ------ | -------------------------- | ----- | ----- | ----- | ----- | ----- |
| 13-10-13 | Guangdong Evergrande | 3 - 1  | Voléro Zürich              | 24-26 | 25-23 | 25-18 | 25-21 |       |
| 13-10-13 | Vakıfbank SK         | 3 - 0  | Rio de Janeiro Vôlei Clube | 25-23 | 27-25 | 25-16 |       |       |

## Slutplaceringar
| Pos. | Lag                        | Konfederation |
| ---- | -------------------------- | ------------- |
|      | Vakıfbank SK               | CEV           |
|      | Rio de Janeiro Vôlei Clube | CSV           |
|      | Guangdong Evergrande       | AVC           |
| 4    | Voléro Zürich              | CEV           |
| 5    | Iowa Ice                   | NORCECA       |
| 5    | Kenya Prisons              | CAVB          |

## Individuella utmärkelser
| Utmärkelse              | Spelare               | Lag                        |
| ----------------------- | --------------------- | -------------------------- |
| Mest värdefulla spelare | Jovana Brakočević     | Vakıfbank SK               |
| Bästa passare           | Shen Jingsi           | Guangdong Evergrande       |
| Bästa högerspiker       | Sarah Pavan           | Rio de Janeiro Vôlei Clube |
| Bästa vänsterspiker     | Kenia Carcaces        | Voléro Zürich              |
| Bästa vänsterspiker     | Gözde Kırdar          | Vakıfbank SK               |
| Bästa center            | Christiane Fürst      | Vakıfbank SK               |
| Bästa center            | Ana Carolina da Silva | Rio de Janeiro Vôlei Clube |
| Bästa libero            | Yūko Sano             | Voléro Zürich              |